# Miguel Faílde
Miguel Faílde Pérez, né le 23 décembre 1852 à Matanzas (Cuba), est un compositeur cubain. Il est le créateur du Danzón, danse nationale cubaine,.

## Biographie
Miguel Ramón Demetrio Faílde y Pérez est né le 23 décembre 1852 à Matanzas, et ses parents étaient Cándido Faílde, originaire de Galice, en Espagne, et Justa Pérez, une mulâtre originaire de Matanzas.
Son premier professeur fut son père, qui découvrit ses aptitudes pour la musique, puisqu'il maîtrisait le cornet à l'âge de 12 ans. À la mort de son père, il étudie, grâce à son frère aîné, avec Federico Peclier, professeur au Conservatoire de Paris.
Il a composé des contradanzas, valses, paso dobles, marches, et écrit en 1877 le premier danzón Las Alturas de Simpson, joué en public en 1879 au lycée de Matanzas, salle de bal très en vogue en présence d’un vingtaine de couples très élégants où les femmes portaient toutes des bouquets de fleurs. Son orchestre était alors composé de tuba, trombone, clarinette, deux timbales et d’un cornet.
Il a passé les dernières années de sa vie à se produire comme contrebassiste au Théâtre "Actualidades" de la ville de Matanzas.
Il est mort le 26 décembre 1921. Il est inhumé dans la nécropole San Carlos Borromeo, Matanzas.

## Postérité
La figure de Faílde est essentielle dans la musique cubaine pour être connue comme le créateur du danzón, considéré comme la danse nationale de ce pays. Le danzón est la première danse créole qui constituée une expression digne de la musique traditionnelle qui a transcendé les frontières dans le temps sans cesser d'être un élément de l'identité de Cuba.
Ethiel Failde, musicien et chef d’orchestre a su faire revivre l’héritage musical de son arrière-grand-oncle pour le transmettre aux générations futures,,.